# Prima del calcio di rigore
Prima del calcio di rigore o La paura del portiere prima del calcio di rigore (Die Angst des Tormanns beim Elfmeter) è un film del 1972 diretto da Wim Wenders con la sceneggiatura di Peter Handke.
Si tratta del suo primo lungometraggio a colori in 35 mm.

## Trama
Un calciatore, Joseph Bloch (di ruolo portiere), viene espulso a causa di una violenta lite con l'arbitro. Vaga senza meta per Vienna e trascorre la notte con Gloria, una ragazza, da poco conosciuta, impiegata in un cinema. Quando lei cerca di sedurlo, lui la soffoca a morte senza una ragione apparente. Rimuove le impronte digitali dall'appartamento e riprende a vagare per la città senza meta.
In pullman raggiunge un paesino di frontiera nel Burgenland dove un'amica del passato gestisce una locanda.
Apprende dalle cronache dell'indagine sui giornali di aver lasciato tracce di sè con una scia di monete americane cadute da una tasca bucata della sua giacca. Molti poliziotti per le strade stanno cercando un bambino muto scomparso. Poi non cerca più di nascondere le proprie tracce e fornisce deliberatamente indizi che potrebbero attirare l'attenzione dei testimoni - ad esempio, inizia una rissa e ordina alla sua padrona di casa di rammendare il buco nella sua tasca. Alla fine del film, guarda una partita di calcio e spiega al suo vicino quanto il portiere e il tiratore devono concentrarsi l'uno sull'altro. Il film si conclude senza che lo spettatore sappia se Bloch sarà arrestato. 

## Sceneggiatura
Il film è tratto dall'omonimo romanzo del 1970 Prima del calcio di rigore proprio dallo stesso Peter Handke.Wenders restituisce con estrema fedeltà motivi e dettagli presenti nel romanzo.

## Critica
(Giuseppe Gariazzo, Roberto Lasagna e Saverio Zumbo, Wenders story. Il cinema, il mito, p. 121)